# Línea CE1 (Montevideo)

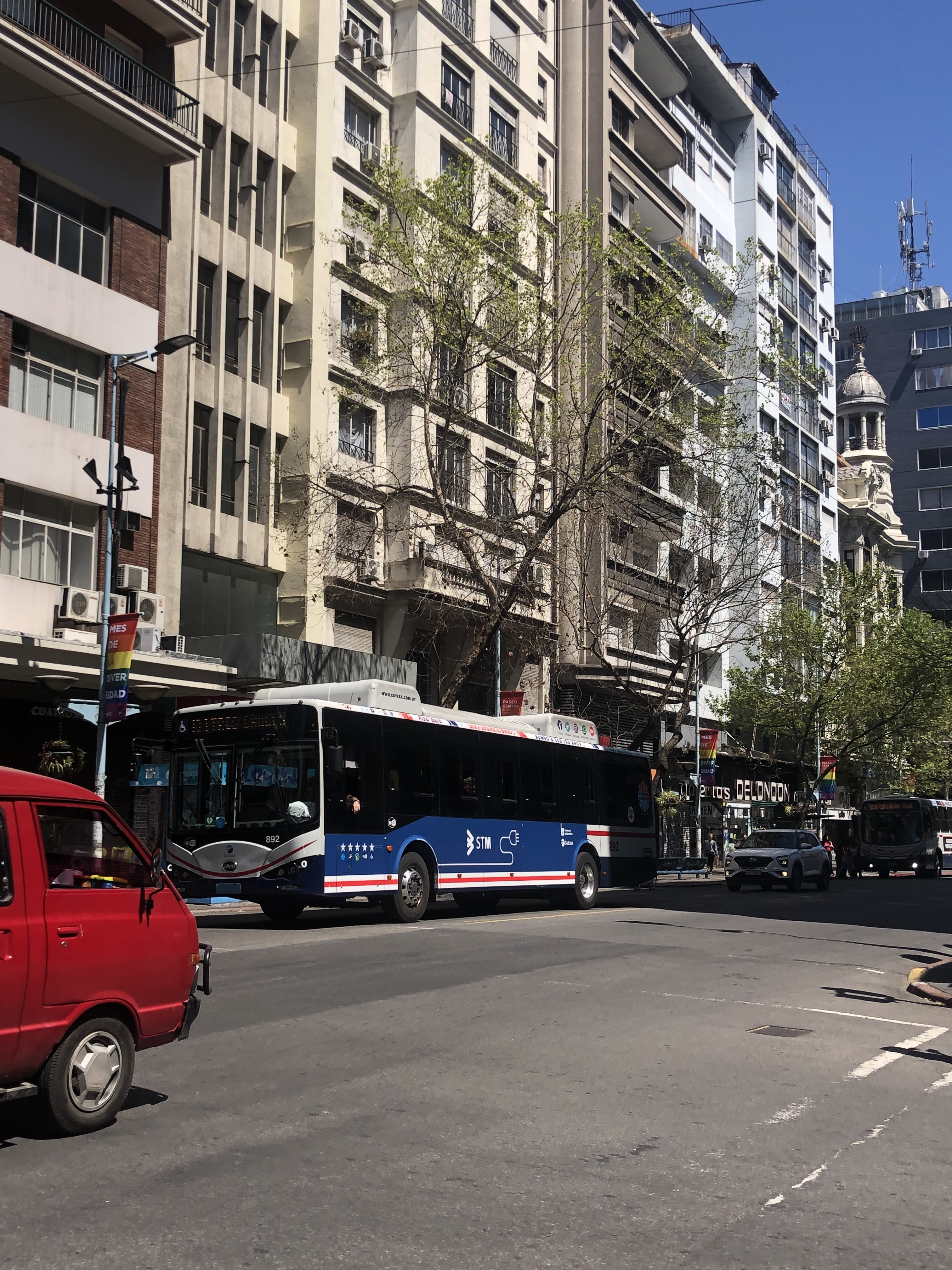
Línea CE1 sobre la Avenida 18 de Julio

La línea CE1 es una línea céntrica de Montevideo une la Ciudad Vieja con Tres Cruces. 

## Características

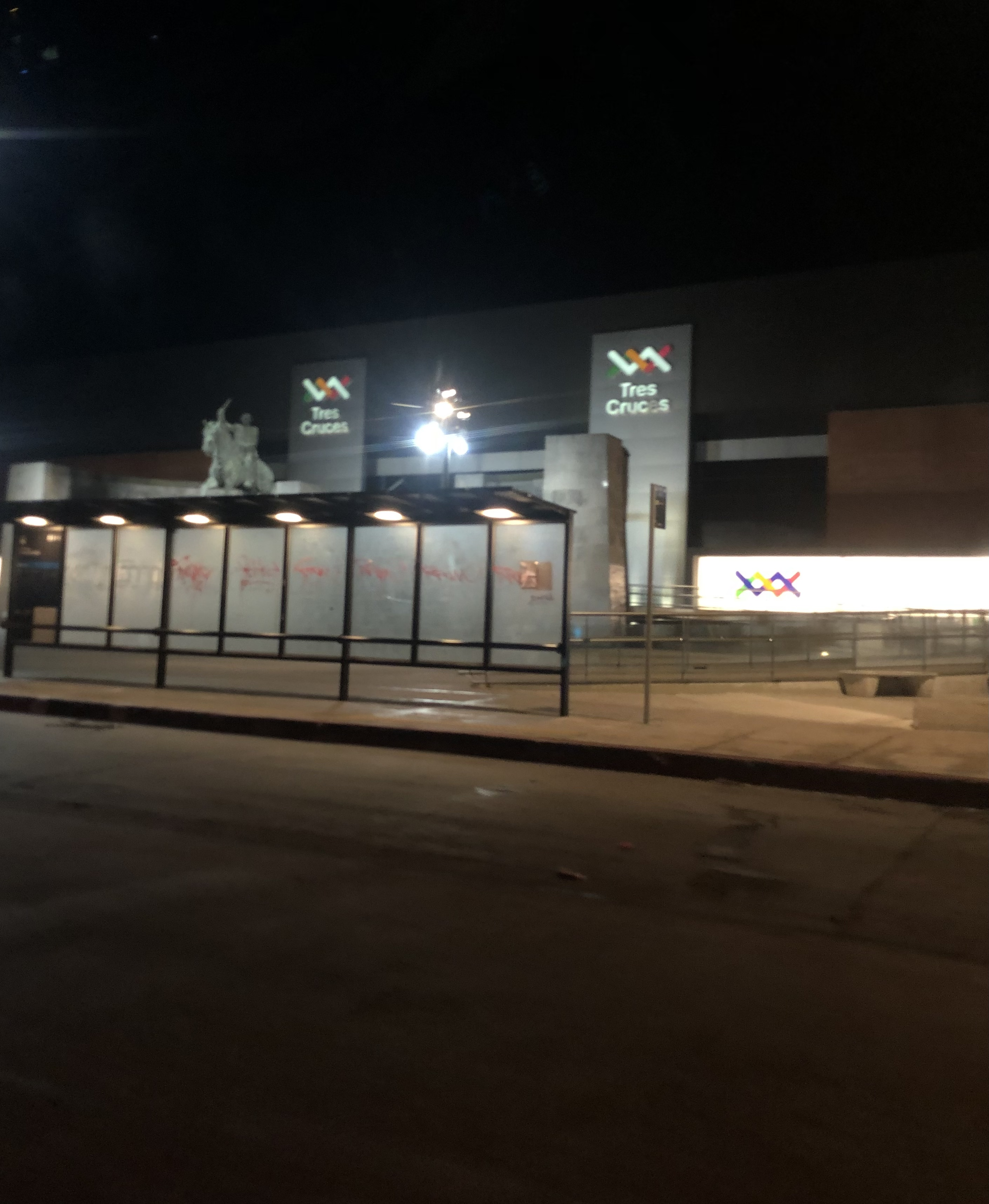
Parada exclusiva de la línea CE1 en Tres Cruces

Comenzó a funcionar el 1 de junio de 2020 en sustitución de la línea CA1. Mantiendo el mismo recorrido de su antecesora entre elShopping y Terminal Tres Cruces con la Ciudad Vieja en modalidad de circuito.  Es operada por tres de las cuatro compañías que operan en el transporte montevideano, las unidades utilizadas para su operación son eléctricas y con accesibilidad universal, estas unidades son del modelo BYD new K9 (pertenecientes a la compañía Cutcsa) y Yutong E12LFy (utilizados por los otros dos operadores). Integra el circuito eléctrico de transporte de Montevideo junto con las líneas CE2, DE1 y E14. 
Al ser una línea céntrica y de corta distancia, su boleto predeterminado es el boleto céntrico con un costo diferente a la tarifa urbana. 

## Recorridos
En ambos sentidos y como línea céntrica se caracteriza por circular por la zona céntrica de Montevideo. 
| Partida (Tres Cruces) - Bulevar Artigas - Avenida 18 de Julio - Plaza Independencia - Ciudadela - Avenida Uruguay - 25 de Mayo | Retorno - Juan L. Cuestas - Buenos Aires - Plaza Independencia - Avenida 18 de Julio - Bulevar Artigas - Avenida 8 de Octubre (por encima del túnel) - Avelino Miranda - Bulevar Artigas - Terminal Tres Cruces |